# Sassenage
Sassenage település Franciaországban, Isère megyében. Lakosainak száma 11 579 fő (2022. január 1.). Sassenage Noyarey, Engins, Fontaine, Grenoble és Saint-Égrève községekkel határos.

## Népesség
A település népessége az elmúlt években az alábbi módon változott:
| Lakosok száma | 4118 | 8945 | 9788 | 10 554 | 11 705 | 11 659 | 11 376 | 11 062 | 11 339 | 11 579 |
|               | 1968 | 1982 | 1990 | 2006   | 2013   | 2015   | 2017   | 2019   | 2020   | 2022   |